# Digitale camera

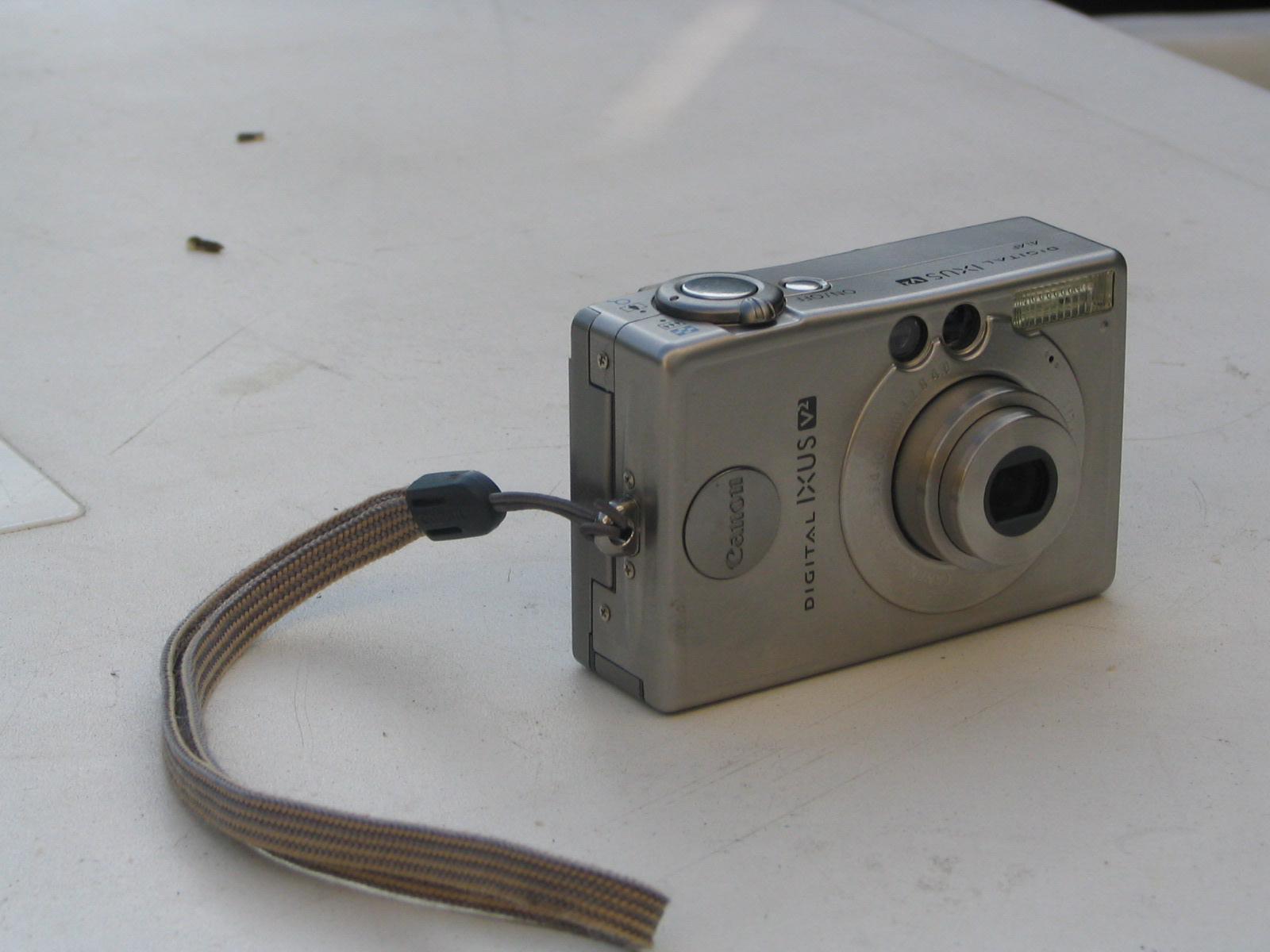
Een compactcamera van Canon

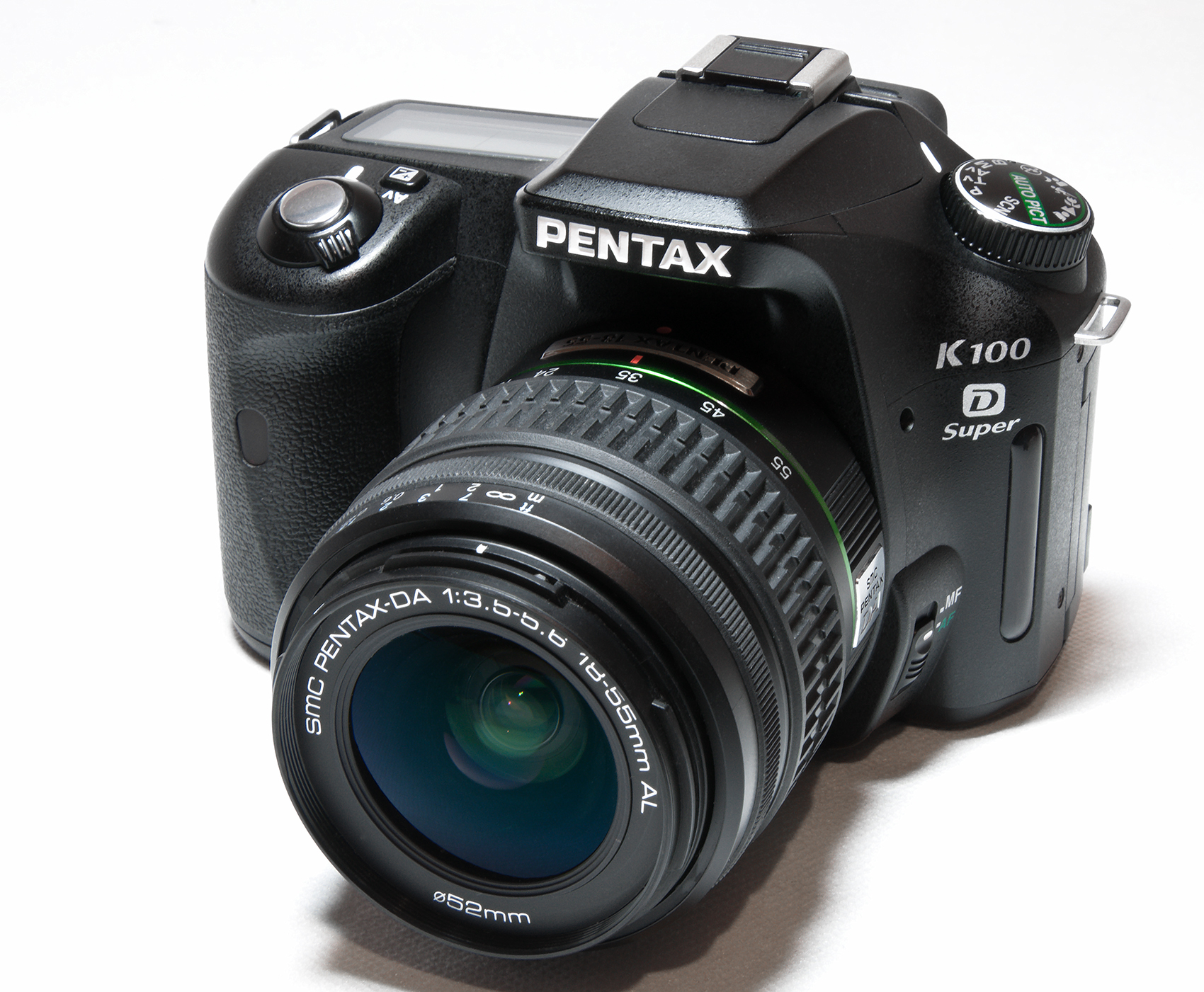
Een digitale spiegelreflexcamera van Pentax

Een digitale camera of digitaal fototoestel is een camera waarbij de beeldvorming niet op film maar door middel van een lichtgevoelige sensor (Charge Coupled Device = CCD of Complementary Metal Oxide Semiconductor = CMOS) plaatsvindt en vervolgens digitaal wordt verwerkt en opgeslagen. Recente ontwikkelingen in de techniek van de digitale camera zijn er de oorzaak van dat film steeds minder wordt gebruikt. Een voordeel van een digitale camera is onder andere dat er geen film in hoeft - een foto kost vrijwel niets extra tot je besluit hem op papier af te drukken. Ook is het resultaat zeer snel te bekijken - op het lcd-schermpje van de camera, op een computerscherm of een printerafdruk. Ook zijn er tegenwoordig geheugenkaarten met zoveel capaciteit dat er vele honderden tot duizenden foto's op een kaartje passen.
Digitale camera's zijn er in allerlei kwaliteiten; de resolutie van de afbeeldingen (uitgedrukt in megapixels), de mate waarin er optisch vergroot (ingezoomd) kan worden en de techniek waarmee een camera aan een computer gekoppeld kan worden, worden dan belangrijk.

## Beeldchip

### Resolutie
Doordat de gebruikte techniek in digitale camera's zich vanaf het jaar 2000 snel ontwikkelde, werd de prijs/kwaliteit verhouding steeds beter. Dit heeft ertoe geleid dat er vanaf 2005 voor een redelijke prijs camera's te koop waren die voor gelegenheidsfoto's en de meeste amateur-toepassingen ruim voldoende zijn. Ook zijn er al sensors van 80 megapixels op de markt, die een betere resolutie geven dan zelfs fijnkorrelige kleinbeeldfilm, hoewel de resolutie van grootbeeldnegatieven nog niet kan worden geëvenaard.
Voor toepassingen waarbij van de foto's geen vergrotingen van meer dan ca. 30x40 cm hoeven te worden gemaakt is 5 megapixel voldoende. Voor (vakantie-)foto's die niet hoeven te worden uitvergroot is 2 megapixel ook een voldoende resolutie. Het aantal pixels is in de loop der jaren echter sterk toegenomen: ook populaire compactcamera's hebben tegenwoordig vaak een resolutie van circa 10 megapixel of meer.
Een hogere resolutie betekent niet altijd een hogere kwaliteit. Fabrikanten adverteren met veel megapixels om de indruk te wekken dat dat beter zou zijn. Een beeldchip met een hogere resolutie heeft echter ook meer ruis. En als de kwaliteit van de lens achterblijft, dan zal de foto niet scherper worden bij een hogere resolutie.
De techniek van de CCD wijkt af van die van een flatbed-scanner. Bij een flatbed-scanner kan iedere pixel elke kleur aannemen. Bij de sensor van een digitale camera wordt er een kleurenmasker (Bayerfilter) gebruikt, dat steeds 4 pixels afdekt en de maskers voor elke kleur zijn onderling verschoven. Daaruit kan redelijk het beeld gereconstrueerd worden, maar toch is de feitelijke scherpte lager dan de opgegeven resolutie.
Een uitzondering op deze regel is de beeldsensor van Foveon. Deze sensor heeft de pixels voor de individuele kleuren rood, groen en blauw niet naast elkaar maar boven elkaar liggen, zoals dat het geval is bij film.
Een CMOS-beeldchip werd eerst alleen in webcams gebruikt, omdat de kwaliteit minder was dan die van een CCD-beeldschip. Vanaf ongeveer 2004 is de CMOS-beeldchip zover verbeterd dat deze ook in professionele camera's wordt gebruikt. De nadelen van deze techniek worden tegenwoordig ondervangen door aanvullende software binnen de camera.

### Dynamisch bereik
Het dynamisch bereik is het bereik van de helderste waarde tot de donkerste waarde dat de beeldchip in één foto kan opnemen. Bij een ouderwetse film is dat bereik vrij groot, maar bij een beeldchip kunnen lichte delen compleet wit en donkere delen compleet zwart worden. In 2005 kwamen verschillende fabrikanten met oplossingen om het dynamisch bereik groter te maken. In het algemeen kan gesteld worden dat het dynamisch bereik groter is bij een grotere beeldsensor, en bij een digitale spiegelreflex groter zal zijn dan bij een digitale compactcamera.
Omdat een jpg-bestand slechts 8 bits per kleur kan bevatten, wordt het dynamische bereik daarmee beperkt tot 8 bit per kleur. Bij sommige camera's kunnen daarom ook de ruwe data van de beeldchip (een RAW bestand) naar de computer overgebracht worden.
De methode om met een hoog dynamisch bereik te werken wordt aangeduid met High Dynamic Range (HDR).

### Overspraak
Overspraak ontstaat wanneer er dermate veel licht op een enkel beeldpunt van een beeldchip valt, dat het een effect heeft op de omliggende beeldpunten.

## Optiek
Omdat er een hevige concurrentie bestaat en fabrikanten zich willen onderscheiden zijn er vanaf ongeveer 2009 camera's beschikbaar met extreme zoommogelijkheden tot wel 26 keer. Hierbij blijft, in tegenstelling tot bij digitaal inzoomen, de resolutie van de afbeelding constant.
De bekendste merken brengen tevens spiegelreflex-camera's op de markt waar het bestaande gamma objectieven uit het analoge gamma bruikbaar is. Bij een hoge optische vergroting komen wel steeds meer de optische fouten van het objectief aan het licht en wordt het ook steeds moeilijker om de camera (zonder statief) stil te houden bij het afdrukken. Een vuistregel is de volgende:
De belichtingstijd moet gelijk zijn aan of korter dan de reciproque van de brandpuntsafstand in mm, omgerekend naar 35 mm kleinbeeldformaat.
Voorbeeld: een foto met een 200 mm teleobjectief mag maximaal 1/200 seconde belicht worden om redelijke kans te maken op een scherpe foto.
De duurdere camera's zijn soms voorzien van beeldstabilisatie waardoor ook met langere belichtingstijden toch foto's uit de hand genomen kunnen worden. De 'digitale zoom' waar veel fabrikanten mee schermen is niet meer dan het in de camera al kiezen van een klein gebiedje van een grotere foto en geeft geen extra details. Omdat dit op de computer naderhand altijd ook gedaan kan worden heeft het eigenlijk geen zin bij de opname gebruik te maken van digitale zoom, tenminste voor wie over een computer beschikt.
Een interessante ontwikkeling is dat het ook mogelijk is een aantal optische fouten van een objectief, met name de tonvormige vertekening die bij groothoekopnames vaak goed waarneembaar is, door bewerking van het beeld met de computer te corrigeren.

### Schijnbare brandpuntsafstand ofcrop factor

Overzicht van de groottes van diverse typen sensors

De sensor van digitale camera's is meestal kleiner dan een kleinbeeldnegatief (24 x 36 mm); soms veel kleiner. Hierdoor zal bij gebruik van een kleinbeeldobjectief van een bepaalde brandpuntsafstand een kleiner deel van het beeld worden opgenomen dan op de film. De lens geeft dus meer een tele-effect dan bij gebruik van kleinbeeldfilm. Wie gewend is om in de brandspuntsafstanden van een kleinbeeldcamera te denken moet bijgevolg de werkelijke brandspuntafstand van de digitale camera met een bepaalde vaste factor vermenigvuldigen om uit te komen op de equivalente kleinbeeld-brandpuntsafstand.

### Scherptediepte en perspectief
Bij gebruik van een camera met een kleinere sensor dan kleinbeeldformaat is de scherptediepte van de opnamen wat groter, als het onderwerp in beide gevallen formaatvullend in beeld wordt gebracht (omdat men hiervoor met de digitale camera wat verder weg moet gaan staan). Dit effect kan zowel gunstig (veel mensen houden van scherpe foto's) als ongunstig zijn (soms wil je een voorgrond of achtergrond bewust wat wazig hebben).
Het perspectief wordt bepaald door de brandpuntsafstand. In een digitale camera is dat niet anders bij een gegeven brandpuntsafstand. De stelling dat de brandpuntsafstand bepalend is voor het perspectief is niet juist. Het perspectief wordt bepaald door de opname-afstand en dus door de afstand tussen de camera en het voorwerp dat wordt gefotografeerd. Hoe korter deze afstand is hoe groter het gevoel van perspectief zal zijn. Omdat je bij het maken van een opname met een korte brandpuntsafstand over het algemeen dichter bij een onderwerp staat, kun je het idee krijgen dat het brandpunt het perspectief bepaalt.

## Verbindingen
De moderne camera's zijn voorzien van USB en PTP. Hierdoor kan de digitale camera gebruikt worden met Windows, Linux en Mac OS X. Het loont de moeite om voor de aanschaf van een camera te controleren of hij gebruikt kan worden met een ander besturingssysteem dan Windows. Dat is overigens niet altijd af te leiden uit de gebruikershandleiding.
De nieuwste camera`s kunnen door middel van het PictBridge-systeem ook worden gekoppeld aan een moderne printer, zo kunnen foto`s direct uit de camera worden geprint. Ook hebben veel camera's een video-uitgang, waarmee de foto's op de televisie kunnen worden bekeken.

## Bediening
De bediening van digitale camera's verschilt sterk per merk en per type. De mogelijkheden en bediening wordt voor een groot deel bepaald door de gebruikte computerchip in het toestel.
Soms zijn bepaalde mogelijkheden niet op een goedkopere camera aanwezig, hoewel de computerchip in het toestel wel die mogelijkheden heeft.
In plaats van met de ontspanknop kan vaak ook via een programma op de computer (verbonden met de USB-bus) een foto worden gemaakt. Bij duurdere camera's kan meestal ook met een afstandsbediening een foto gemaakt worden. Zo'n afstandsbediening kan al dan niet draadloos zijn.

## Energieverbruik
Een belangrijke beperking van digitale camera's blijft voorlopig het betrekkelijk hoge stroomverbruik: de accu of batterij maakt vaak een substantieel deel van het gewicht van de camera uit, maar moet desondanks vrij vaak worden vervangen of opgeladen. De meeste fabrikanten maken daarom gebruik van oplaadbare cellen, hetzij lithium-ionaccu's hetzij nikkel-metaalhydride (NiMH) oplaadbare batterijen. Zowel de microprocessor als het lcd-schermpje verbruiken relatief veel stroom. Door in plaats van het lcd-scherm van een eventueel aanwezige doorzichtzoeker gebruik te maken, kan het stroomverbruik wat worden beperkt. Veel camera's waarbij grootte minder belangrijk is beschikken over zowel een scherm als een zoeker.
Bij een digitale spiegelreflex speelt dit probleem minder, aangezien het scherm minder intensief wordt gebruikt.
Een ander nadeel van digitale camera's ten opzichte van camera's met film is dat er steeds een zekere vertraging, enkele deciseconden tot enkele seconden, is tussen het moment dat de ontspanknop wordt ingedrukt en het ogenblik dat het beeld vastgelegd wordt. Vaak wordt de meeste vertraging veroorzaakt door de tijd die nodig is om via autofocus scherp te stellen en niet door de verwerking van de signalen zelf. In de meeste gevallen is dat niet zo'n probleem, maar in situaties waarin het er op aankomt het beeld exact op het juiste moment vast te leggen, zoals sportwedstrijden, is dit een ernstige handicap. Met name oudere modellen hebben hier veel last van.
Bij digitale spiegelreflexen is dit tijdsverloop duidelijk kleiner.